# Ctenichneumon castigator
Ctenichneumon castigator là một loài tò vò trong họ Ichneumonidae.